# 沙梅松
沙梅松（法語：Chamesson，法語發音：[ʃamɛsɔ̃]）是法国科多尔省的一个市镇，属于蒙巴尔区。该市镇总面积15.76平方公里，2009年时的人口为278人。

## 人口
沙梅松人口变化图示